# Mesochorus asperifrons
Mesochorus asperifrons är en stekelart som beskrevs av Dasch 1971. Mesochorus asperifrons ingår i släktet Mesochorus och familjen brokparasitsteklar. Inga underarter finns listade i Catalogue of Life.